# Гашница
Гашница је насељено мјесто на подручју града Градишка, Република Српска, БиХ. Према попису становништва из 2013. у насељу је живјело 334 становника.

## Географија
Налази се отприлике на 22. километру пута Градишка — Козарска Дубица између села Бистрица и Орахова.

## Историја
Овдје се 1875. одиграла битка између хајдука и устаника Петра Поповића Пеције са устаницима и Турака са домаћим потурицама. Пеција је погинуо у овој бици са друге стране Саве од овог села.

## Становништво
Према попису становништва из 1991. године, мјесто је имало 443 становника.
| Демографија | Демографија | Демографија |
| Година      | Становника  | Становника  |
| ----------- | ----------- | ----------- |
| 1961.       | 707         |             |
| 1971.       | 608         |             |
| 1981.       | 508         |             |
| 1991.       | 443         |             |
| 2013.       | 334         |             |

## Знамените личности
- Лепа Радић, народни херој Југославије
- Божана Остојић, српски ронилац.